# Маккри, Джоэл
Джоэл Маккри (англ. Joel McCrea, 5 ноября 1905 — 20 октября 1990) — американский актёр.

## Биография
В детстве работал разносчиком газет, доставлял Los Angeles Times деятелям киноиндустрии, в том числе Сесилю Де Миллю. Присутствовал на съёмках фильма «Нетерпимость» у Д. У. Гриффита.
Актёрскому мастерству учился в Голливуде и в Помона-колледже, во время учёбы снимался в массовке, работал дублёром. Первую значительную роль сыграл в фильме «Век джаза» (1929) с Дугласом Фэрбенксом.
За полувековую карьеру снялся более чем в 90 фильмах. Наибольшее признание получили его роли в вестернах.
Маккри был женат на актрисе Фрэнсис Ди с 1933 года до своей смерти. У пары было три сына, один из которых, Джоди, тоже был актёром.

## Избранная фильмография
- 1932 — Райская птица / Bird of Paradise
- 1932 — Самая опасная игра / The Most Dangerous Game
- 1935 — Варварское побережье / Barbary Coast
- 1936 — Эти трое / These Three
- 1936 — Приди и владей / Come and Get It
- 1937 — Тупик / Dead End
- 1939 — Юнион Пасифик / Union Pacific
- 1940 — Иностранный корреспондент / Foreign Correspondent
- 1941 — Странствия Салливана / Sullivan’s Travels
- 1942 — Дама великого человека / The Great Man’s Lady
- 1942 — Приключения в Палм-Бич / The Palm Beach Story
- 1943 — Чем больше, тем веселее / The More the Merrier
- 1944 — Великий момент / The Great Moment
- 1945 — Невидимое / The Unseen
- 1946 — Вирджинец / The Virginian
- 1949 — Территория Колорадо / Colorado Territory
- 1955 — Уичита / Wichita
- 1962 — Скачи по высокогорью / Ride the High Country
- 1976 — Страна мустангов / Mustang Country